# 瀬田ヒナコ
瀬田 ヒナコ（せた ヒナコ）は、日本の漫画家・イラストレーターである。女性。

## 人物
- 2015年時点では埼玉県在住[2]。
- 2015年時点において漫画のレーカン!の場合は、途中までは紙やペンで制作し、スキャナーでパソコンに取り込んで仕上げを行っていた[3]。
- ライトノベルの挿絵を担当した際には、文庫末に4コマ漫画を描くことが多い。

## 作品リスト

### 小説の挿絵
- 斬月伝（角川ビーンズ文庫）
- 星宿姫伝（角川ビーンズ文庫）
- 螺旋のプリンセスシリーズ（角川スニーカー文庫）

### 漫画
- ケロン軍へようこそ!（角川書店『ケロロランド』掲載、『ケロロ軍曹』の4コマ漫画）
- 斬月伝（角川書店『ザ・ビーンズ』掲載）
- 少年陰陽師（角川書店『月刊Asuka』連載）
- 星宿姫伝（『ザ・ビーンズ』掲載）
- 九十九のカナタ（少年画報社『ヤングキングアワーズ』掲載）
- 芦屋さんの猫。（少年画報社『ねこぱんち』40号 4コマ漫画掲載）
- レーカン![4]（芳文社『まんがタイムジャンボ』→『まんがタイム』4コマ漫画連載）
- つながれ!黒電話ちゃん[注 1]（芳文社『まんがタイムファミリー』目次4コマ漫画連載）
- ままごと少女と人造人間（双葉社『まんがタウン』4コマ漫画連載）
- 喪女が勇者と暮らしたら（双葉社『まんがタウン』4コマ漫画連載）
- 大越春太郎は黙れない!（双葉社『まんがタウン』連載）

### 挿絵
- 海洋技術総合学院タカオ部（少年画報社『月刊ヤングキングアワーズGH』連載、『蒼き鋼のアルペジオ』のスピンオフコラム）